# Солдатская Слободка (Керчь)
Солда́тская Слобо́дка (укр. Солдатська Слободка, крымскотат. Soldatskaya Slobodka, Солдатская Слободка) — микрорайон города Керчи, расположен на востоке территории, подчинённой городскому округу Керчь (согласно административно-территориальному делению Украины — Керченскому горсовету Автономной Республики Крым). На 2015 год фактически, частные дома в центральном районе города с тем же названием из трёх улиц — Верхняя, Средняя и Нижняя.

## История
Впервые в исторических документах Солдатская Слободка упоминается в 1897 году, как селение в 48 дворов с русским населением. Также встречается в «Памятной книжке Керчь-Еникальского градоначальства на 1913 год», другие документы по градоначальству дореволюционного периода пока недоступны.
После установления в Крыму Советской власти, по постановлению Крымревкома, 25 декабря 1920 года из Феодосийского уезда был выделен Керченский (степной) уезд, Керчь-Еникальское градоначальство упразднили, Постановлением ревкома № 206 «Об изменении административных границ» от 8 января 1921 года была упразднена волостная система и в составе Керченского уезда был создан Керченский район в который вошло село (в 1922 году уезды получили название округов). 11 октября 1923 года, согласно постановлению ВЦИК, в административное деление Крымской АССР были внесены изменения, в результате которых округа были отменены и основной административной единицей стал Керченский район. Согласно Списку населённых пунктов Крымской АССР по Всесоюзной переписи 17 декабря 1926 года, в селе Солдатская слободка, в составе упразднённого к 1940 году Старо-Карантинного сельсовета Керченского района, числилось 35 дворов, из них 28 крестьянских, население составляло 188 человек, из них 183 русских и 5 украинцев. Постановлением ВЦИК «О реорганизации сети районов Крымской АССР» от 30 октября 1930 года (по другим сведениям 15 сентября 1931 года) Керченский район упразднили и село, вместе с сельсоветом, присоединили к городу Керчи, а, с образованием в 1935 году Маяк-Салынского района (переименованного 14 декабря 1944 года в Приморский) — в состав нового района. На подробной карте РККА Керченского полуострова 1941 года в Солдатской Слободке обозначено 28 дворов. В дальнейшем название в доступных источниках не встречается, но, на карте 1956 года место села изображено, как относящееся к Приморскому району. Время переподчинения Керченскому горсовету пока не установлено.